# Pygarctia conspicua
Pygarctia conspicua là một loài bướm đêm thuộc phân họ Arctiinae, họ Erebidae.